# 前726年
| 千纪： | 前1千纪 |
| 世纪： | 前9世纪 \| 前8世纪 \| 前7世纪 |
| 年代： | 前750年代 \| 前740年代 \| 前730年代 \| 前720年代 \| 前710年代 \| 前700年代 \| 前690年代 |
| 年份： | 前731年 \| 前730年 \| 前729年 \| 前728年 \| 前727年 \| 前726年 \| 前725年 \| 前724年 \| 前723年 \| 前722年 \| 前721年 |
| 纪年： | 乙卯年（免年）；周平王四十五年；魯惠公四十三年；齊僖公五年；晉孝侯十三年；曲沃莊伯五年；秦文公四十年；楚武王十五年；宋穆公三年；衛桓公九年；陳桓公十九年；蔡宣公二十四年；曹桓公三十一年；鄭莊公十八年；燕繆侯三年；杞武公二十五年 |